# イゴール・ヴァントケ
イゴール・ヴァントケ（Igor Wandtke 1990年11月3日- ）はドイツのリューベック出身の柔道選手。階級は73kg級。身長176cm。

## 経歴
2013年の世界団体で3位になった。グランプリ・青島の73kg級でIJFワールド柔道ツアー初優勝を果たした。2015年にはグランドスラム・チュメニとグランドスラム・アブダビで2位、グランドスラム・パリでは3位になった。2016年のリオデジャネイロオリンピックでは2回戦でイスラエルのサギ・ムキに技ありで敗れた。2018年のヨーロッパ選手権団体戦では優勝した。2021年のワールドマスターズでは3位となった。7月に日本武道館で開催された東京オリンピックでは初戦でウズベキスタンのヒクマティロフ・トゥラエフに敗れた。東京オリンピック混合団体では準々決勝の日本戦でオリンピック2連覇を達成した大野将平を技ありで破る番狂わせを演じた。なお、大野が外国人選手に敗れるのは7年ぶりことであった。その後チームは日本戦で敗れたものの、3位になった。2024年のパリオリンピックでは2回戦で敗れた。2025年の世界団体で3位になった。
IJF世界ランキングは2107ポイント獲得で19位(25/6/2現在)。

## 主な戦績
- 2013年 - U23ヨーロッパ選手権　3位
- 2013年 - 世界団体　3位
- 2013年 - グランプリ・青島　優勝
- 2015年 - ヨーロッパオープン・クルジュ＝ナポカ　優勝
- 2015年 - グランドスラム・チュメニ　2位
- 2015年 - グランドスラム・パリ　3位
- 2015年 - グランドスラム・アブダビ　2位
- 2016年 - グランプリ・ハバナ　3位
- 2018年 - ヨーロッパ選手権　団体戦　優勝
- 2018年 - グランプリ・タシュケント　2位
- 2019年 - グランプリ・フフホト　3位
- 2019年 - グランドスラム・アブダビ　3位
- 2021年 - ワールドマスターズ　3位
- 2021年 - 東京オリンピック混合団体　3位
- 2022年 -　世界団体　3位
- 2022年 -　グランドスラム・東京　5位
- 2023年 -　グランドスラム・テルアビブ　2位
- 2024年 - 世界選手権　5位
- 2024年 - パリオリンピック混合団体　5位
- 2025年 - 世界団体　3位

(出典)